# Перновский уезд

Перновский уезд (1797)

Перновский уезд (эст. Pärnu kreis; нем. Kreis Pernau) — административная единица Лифляндской губернии Российской империи, затем Эстонии, существовавшая в 1745—1920 годах. Центр — город Пернов.

## История
Уезд образован в 1745 году в составе Рижской губернии. В 1796 году после преобразования Рижского наместничества Перновский уезд вошёл в состав Лифляндской губернии. В 1920 году уезд отошёл к независимой Эстонской Республике.

## Население
По переписи 1897 года население уезда составляло 98 123 человека, в том числе в Пернове — 12 898.

### Национальный состав
Национальный состав по переписи 1897 года:
- эстонцы — 92 265 чел. (94,0 %),
- немцы — 3590 чел. (3,7 %),
- русские — 1042 чел. (1,1 %),

## Административное деление
В 1913 году в уезде было 42 волости:
| - Абьяская — мыза Абия, - Аудерниская — с. Аудерн, - Беклерская — ус. Беклерсгоф, - Веллаская — м. Велло, - Вольтаетская — м. Тигниц, - Веская — мыза Вегов, - Галликская — им. Галик, - Еперская — мыза Еперн, - Ерьяская — мыза Серахов, - Кайсмаская — м. Кайсма, - Каркусская — м. Каркус, - Карлийская — мыза Эрзокюль, - Керроская — мыза Керро, - Конгаская — м. Кокенкау, | - Куркундская — м. Куркунд, - Кюноская — д. Линакюль, - Лайксарская — д. Лайксар, - Леллеская — д. Локота, - Ново-Борнгузенская — мыза Ново-Борнгузен, - Ново-Карристская — мыза Ново-Каррисгоф, - Ново-Феннернская — фольв. Кальсгоф, - Оренская — м. Орренгоф, - Паттенская — д. Рестикюлля, - Пенникюльская — ус. Пенникюль, - Полленская — ус. Палленгоф, - Равасарская — м. Равасар, - Рейденская — м. Рейденгоф, - Саукская — м. Саук, | - Селлийская — мыза Селли, - Старо-Борнгузенская — ус. Старо-Борнгузен, - Старо-Карристская — ус. Каррисгоф, - Старо-Феннернская — м. Старо-Феннерн, - Стеленская — м. Стеленгоф, - Суйгская — м. Суйг, - Такерортская — ус. Такерорт, - Таллийская — м. Фрейгоф, - Таммистская — м. Таммист, - Тестамаская — ус. Тестама, - Торгельская — им. Торгель, - Уллаская — мыза Ула, - Эдеместская — ус. Гумансбах, - Энгеская — им. Энге |